# Edward Bulanda
Edward Bulanda (ur. 6 października 1902 w Krakowie, zm. 11 września 1992 w Warszawie) – jezuita, etnolog, religioznawca.

## Życiorys
W 1917 wstąpił do zakonu jezuitów, od 1923 studiował filozofię w Nowym Sączu, później teologię w Lublinie, 1930 przyjął święcenia kapłańskie. Następnie na Wydziale Teologicznym Uniwersytetu Jana Kazimierza we Lwowie obronił doktorat z teologii, po czym studiował teologię dogmatyczną w Lublinie, a także etnologię, prehistorię i historię religii. Podczas okupacji, w 1941 został superiorem i magistrem nowicjatu w Otwocku, a po wojnie w 1945 zastępcą profesora historii religii na KUL, 1946–1947 odbywał naukowe podróże do Włoch i Szwajcarii. W latach 1947–1950 był profesorem teologii porównawczej na KUL.
23 stycznia 1950 został aresztowany, 13 marca 1951 skazany na 5 lat więzienia pod zarzutem nielegalnego handlu walutą, 27 października 1951 warunkowo zwolniony ze względu na stan zdrowia, później pracował jako profesor historii religii w Lublinie. Napisał prace z zakresu religioznawstwa i historii kultury – Kult bogini-matki w religiach pogańskich a cześć Matki Bożej w chrześcijaństwie (1954), Misyjny dialog Kościoła z religiami niechrześcijańskimi (1958), Geneza i znaczenie mitu w historii kultury (1959), Pojęcie religii, jej geneza i rozwój (1962).
Został pochowany w grobowcu Zgromadzenia Jezuitów na cmentarzu Powązkowskim w Warszawie (kwatera 215-5/6-1/2).

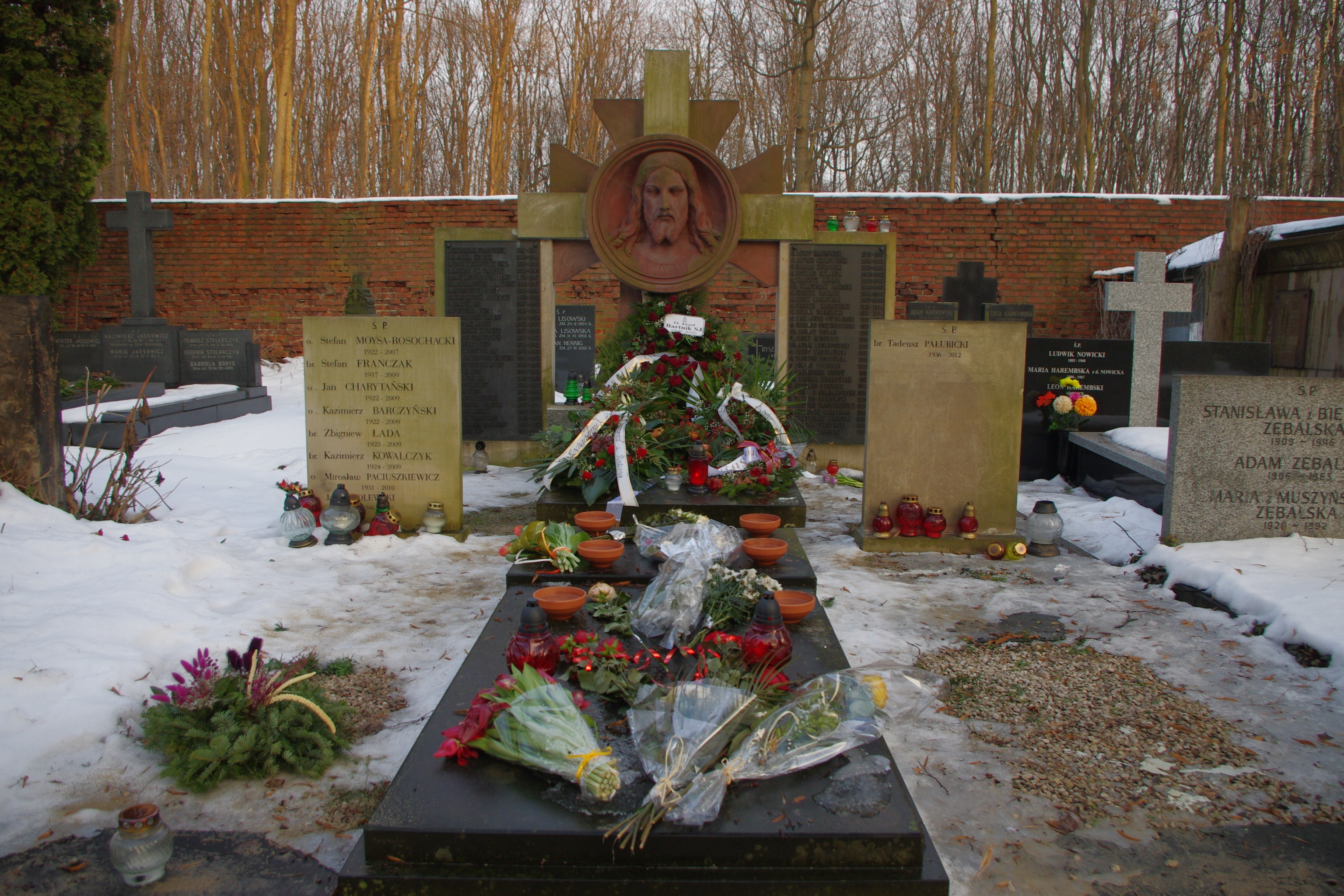
Grobowiec Zgromadzenia Jezuitów na cmentarzu Powązkowskim w Warszawie